# Patellaluxation

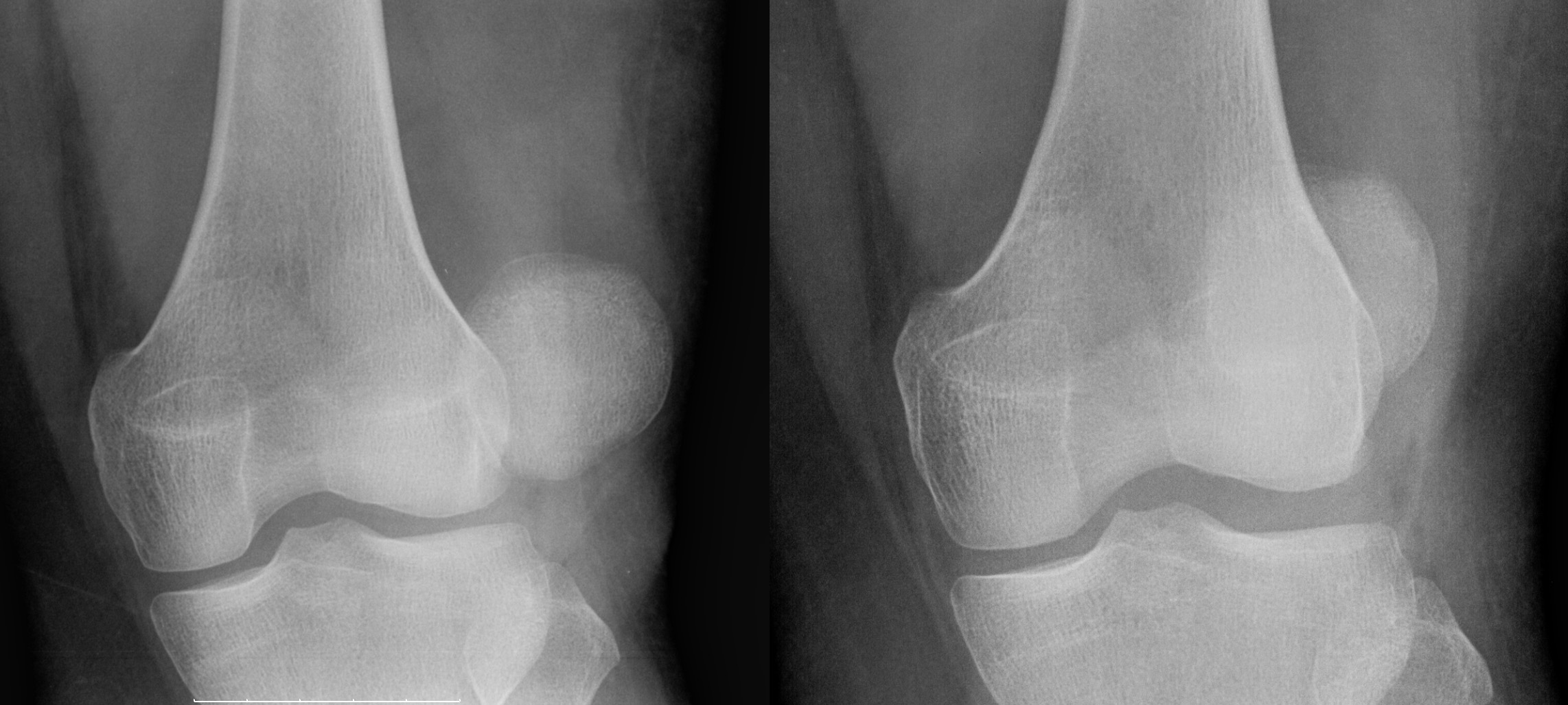
Röntgenbild einer Patellaluxation am linken Knie nach außen (rechts im Bild). Links vor, rechts nach Reposition. Man erkennt, dass in diesem Fall die Patella auch nach der Reposition noch nach außen (rechts im Bild) verschoben ist.

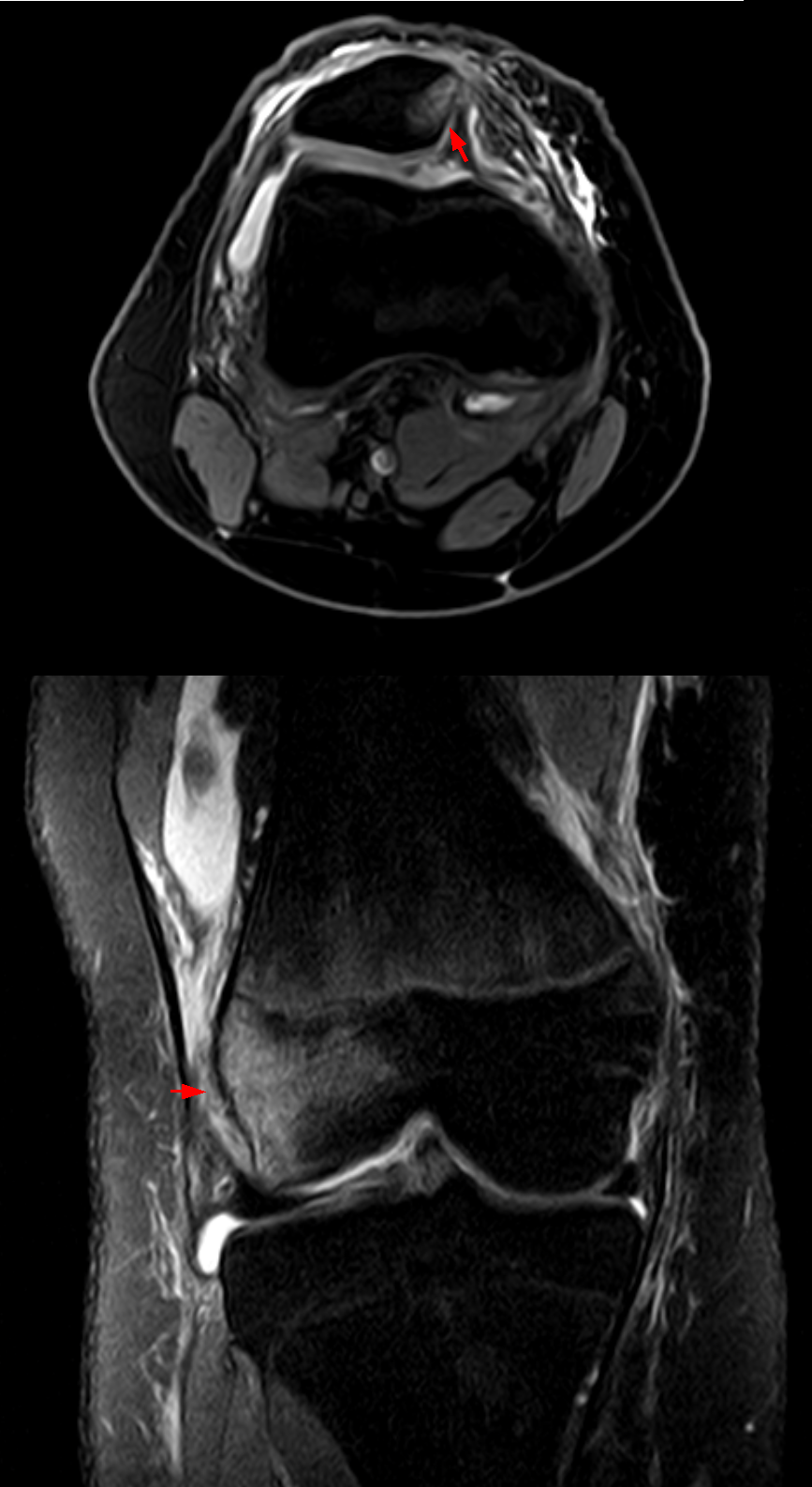
MRT nach Patellaluxation am rechten Knie. An der medialen Seite der Patella (oberes Bild) und der korrespondierenden Seite des lateralen Femurkondylus (unten), an der die Patella angeschlagen ist, finden sich Zeichen der Knochenkontusion.

Patellaluxation (Luxatio patellae) ist eine Kniegelenksverletzung, bei der die Kniescheibe (Patella) aus ihrer Führung springt (Luxation). Meist bewegt sich die Kniescheibe spontan in ihre Ursprungsstellung zurück (Reposition). Selten verbleibt sie in ihrer Verrenkungsstellung außen (lateral) am Kniegelenk.
Die Patellaluxation ist mit einer Inzidenz von 5,8/100.000 bei der Normalbevölkerung eine der häufigsten Kniegelenkverletzungen. Sie tritt auch bei Tieren, beispielsweise bei Haushund und Hauskatze, auf.

## Prädisposition
Häufigste Ursache für eine Patellaluxation sind folgende prädisponierende Faktoren:
- angeborene Fehlausbildung der Kniescheibe und des Gleitlagers (Dysplasie der Femurkondylen)
- Achsen- oder Rotationsfehlstellung des Kniegelenkes (Genu valgum, „X-Beine“)
- eine hochstehende Kniescheibe (Patella alta) und lateraler Ansatz der Kniescheibensehne am Schienbein. Dadurch gleitet die Kniescheibe tendenziell nicht zentral zwischen den Femurkondylen, sondern zu weit außen (lateral). Bei zunehmender Beugung kann es zu einer Verrenkung kommen. Begünstigend wirken Drehbewegungen im Kniegelenk, beispielsweise beim Sport, wodurch der Ansatzpunkt der Kniescheibensehne nach außen verlagert und damit die Zugrichtung der Sehne verändert wird.

Ferner kommen infrage:
- Muskelungleichgewicht
- Veränderungen der Haltebänder der Patella
- Bandlaxizität auch bei Ehlers-Danlos-Syndrom, Arachnodaktylie, Osteogenesis imperfecta, Turner-Syndrom, Trisomie 21, Kabuki-Syndrom
- im Rahmen von (weiteren) Syndromen wie Diastrophische Dysplasie, Ellis-van-Creveld-Syndrom oder Scholte-Syndrom (Geistige Retardierung – Glatzenbildung – Patellaluxation – Akromikrie)[3]

## Einteilung
Je nach zugrundeliegender Ursache ist folgende Einteilung gebräuchlich:
- akute traumatische Luxation (selten), durch adäquates Trauma wie der Unfallhergang, der häufig zur Ruptur des vorderen Kreuzbandes führt
- akute dispositionelle Luxation (häufiger) bei Vorliegen prädisponierender Faktoren, durch inadäquates Trauma, geht in rezidivierende Form über
- rezidivierende Luxation, im Verlauf immer häufiger auftretend
- habituelle Luxation, kann willkürlich erzeugt werden
- kongenitale Luxation, schon bei Geburt vorhanden, kleine, dysplastische oder fehlende Patella, z. B. bei Nagel-Patella-Syndrom, Prieto-Syndrom, Arthrogryposis multiplex congenita[4]
- neurogene Luxation, durch abnormen Zug des Musculus vastus lateralis, bei Tetraspastik
- iatrogene Luxation, nach insuffizienten Operationen an Patella oder Beinachse

## Wirkung
Die Kniescheibe läuft bei der Verrenkung nicht in ihrem regulären patellaren Gleitlager auf der Oberschenkelrolle zwischen den Femurkondylen, sondern immer lateral an der lateralen Kondyle entlang. Mit zunehmender Beugung kommt es zur Einklemmung der Kniescheibe, wenn die Sehnenspannung zunimmt. In dieser Verrenkungsposition ist eine Reposition der Kniescheibe nur unter Gewalteinwirkung und unter Entstehung von Knorpel-Knochen-Schäden sowohl an der Kniescheibe als auch an der seitlichen Kondylenwange möglich. Dieser Knorpelschaden ist die schädlichste Auswirkung der Patellaluxation. Bei der Patellaluxation wird in der Regel der mediale Halteapparat der Kniescheibe (Retinakulum) zerrissen, wobei es zu einem Bluterguss in das Kniegelenk (Hämarthrose) kommt. Bei zerrissenem oder gedehntem Retinakulum besteht eine erhöhte Gefahr der wiederholten Verrenkung (Rezidiv) oder sogar der gewohnheitsmäßigen Verrenkung (habituelle Luxation).

## Behandlung
In jedem Fall muss – falls dies nicht von selbst geschehen ist – die Kniescheibe eingerenkt werden. Hierbei sollte unter Anleitung des Arztes oder eines erfahrenen Sporttrainers das Knie langsam und vorsichtig wieder gestreckt werden, wobei die Kniescheibe fest mit der Hand geführt wird, damit sie nicht unvermittelt überspringt. Wenn die Kniescheibe vorsichtig in die Ausgangsposition geführt wird, kann diese ohne Begleitverletzung der Gelenkflächen wieder reponiert werden. Dabei sollte es nicht zu einem heftigen Einschnappen kommen, was einen Knorpelschaden verursachen kann. Der Betroffene merkt nach der Reposition eine deutliche Schmerzlinderung. Nach der Reposition sollte das Knie geröntgt werden und eine Kernspintomographie erfolgen, um die richtige Lage der Kniescheibe zu kontrollieren und um Begleitverletzungen auszuschließen.

## Konservative Behandlung
- Generell wird jede Behandlung der unkomplizierten Kniescheibenluxation (ohne Knorpel-Knochenläsion) zunächst mit einer konservativen Therapie begonnen.
- Gegebenenfalls Punktion des Kniegelenkes unter sterilen Bedingungen (wird heute nur noch ausnahmsweise durchgeführt)
- Bandage, Orthese oder Gipshülse (Gipstutor)
- Physiotherapie (Mobilisierung, Kräftigung des Musculus vastus medialis musculi quadricipitis)

## Operative Behandlung
Da bei mehr als 50 % der unkomplizierten Kniescheibenluxationen eine konservative Therapie zum definitiven Erfolg (Rezidivfreiheit) führt, sollte jede Behandlung zunächst mit einem konservativen Konzept beginnen. Bei der ersten Reluxation ist dann die Indikation zur OP gegeben, sofern nicht wichtige Kontraindikationen bestehen.
Bei der sogenannten rezidivierenden Patellaluxation gibt es verschiedene operative Maßnahmen, die dazu führen, dass die Patella nicht mehr luxieren und dabei den Knorpel schädigen kann.
Das Ziel der Operation ist eine Stabilisierung der Kniescheibe zentral zwischen den Femurkondylen in ihrem Gleitlager. Dazu wurde früher das zerrissene mediale Retinakulum an seiner Rissstelle vernäht. Die einfache Naht und sogenannte mediale Raffung hatte aber eine ausgeprägte Häufung an Rezidiven, d. h. Versagen des Verfahrens. Meist findet sich die Rissstelle genau an der Kniescheibenkante. Selten kann das Retinakulum auch am Epicondylus der medialen Oberschenkelrolle abgerissen sein. Als erste Maßnahme der Operation wird eine Kniegelenks-Arthroskopie durchgeführt, um die Patellaposition während der Bewegung zu zeigen. Meist zeigt sich eine ausgeprägte Lateralisierung der Kniescheibe. Wichtig ist in dem Zusammenhang, die Spülflüssigkeit während der Untersuchung abzulassen, da schon der Flüssigkeitsdruck eine Zentrierung der Kniescheibe verhindert. Des Weiteren wird mit der Arthroskopie die Intaktheit der Gelenkoberflächen von Patella und Femurkondylen gezeigt oder ein möglicher Knorpelschaden in Ausmaß und Lokalisation bestätigt. Weiter müssen auch alle anderen Gelenkstrukturen (Menisken, Kreuzbänder) kontrolliert werden. Die Rekonstruktion des Retinakulums durch Naht wurde offen chirurgisch durchgeführt. Aufgrund der nur unzuverlässigen Stabilisierung durch Naht des medialen Retinakulums ist heute eher die plastische Verstärkung bzw. eine Plastik des medialen patellofemoralen Ligaments (MPFL) gebräuchlich (s. u.)
Eine Reihe von Eingriffen kann zusätzlich oder alternativ durchgeführt werden.
Hierzu zählt vor allem ein sogenanntes „lateral release“, d. h., eine limitierte arthroskopische oder auch offene Durchtrennung des lateralen Retinakulums der Kniescheibe. Nach neueren Untersuchungen führt dieser Teil der Operation aber eher zu einer noch größeren Instabilität der Patella. Zudem wird die Durchblutung verschlechtert, weil die Kniescheibe über das laterale Retinakulum seinen wesentlichen Zustrom erhält.
Bei besonderen anatomischen Voraussetzungen wie z. B. bei einer Lateralisierung der Ansatzsehne der Kniescheibe kann die Verlagerung des Ansatzpunktes (Tuberositas tibiae) mitsamt der Sehne nach medial erfolgen. Hierzu sind eine Vielzahl von Operationsverfahren beschrieben:
- OP nach Roux oder Elmslie (Tuberositas tibiae wird tangential mit der Säge abgesetzt, nach medial versetzt und mit Schrauben fixiert)

Bei vorgeschädigtem Retinakulumgewebe und vielfachen Luxationen wird die mediale Rekonstruktion durch eine Bandverstärkung (MPFL-Plastik) ergänzt:
- MPFL (mediales Patello-femorales Ligament)-Rekonstruktion: Hierzu wird eine Sehne aus der Knieregion verwendet, die auch bei der Kreuzbandplastik Verwendung finden kann: Es handelt sich um die Sehne des Musculus semitendinosus, des Musculus gracilis oder eines schmalen Streifens der Quadriceps-Sehne.[5] Diese werden entnommen und im Verlauf des medialen Retinakulums vom Epicondylus medialis zur Patellakante geführt, wo sie jeweils mit Implantaten (z. B. Interferenzschrauben) fixiert oder durch einen V-förmigen Kanal mit sich selbst vernäht wird. Diese Bandplastik erzeugt eine hohe Sicherheit gegenüber einem Luxationsrezidiv. Als Alternative für körpereigenes Sehnenmaterial können auch synthetische Ersatzbänder[6] in derselben Technik verwendet werden. Das wichtigste bei dieser Operation ist die korrekte Insertion am Femur (Oberschenkelknochen). Diese Insertion liegt am Schoettle-Punkt, einem Punkt, der von dem deutschen Orthopäden Philip Schöttle 2007 beschrieben wurde und heute als internationaler Standard gilt. Sollte dieser Punkt zu weit vorne (anterior) oder zu weit oben (proximal) liegen, schränkt dies die postoperative Beweglichkeit schmerzhaft ein.

Sehr selten muss das dysplastische Gleitlager (Trochlea) operativ angegangen werden. Der Aufwand ist hier hoch und erfordert einiges an Erfahrung
- Trochleaplastik, hierbei wird die Gelenkfläche des Gleitlagers vertieft, um ein gleichschenkliges konkaves Gleitlager und eine gute Führung für die Kniescheibe zu erzeugen. Diese Operationstechnik wird aufgrund des erheblichen operativen Aufwands nur in wenigen Fällen durchgeführt. Inzwischen sind entsprechende Fräslehren zur knorpelnahen Resektion und Implantate für die Refixierung verfügbar. Dadurch sind viele Ergebnisse inzwischen als sehr gut zu bewerten.[7]

Postoperativ sollte eine frühzeitige krankengymnastische Mobilisation des Kniegelenkes erfolgen, um Verklebungen zu vermeiden. Eine Entlastung des operierten Beines ist aber nicht notwendig. Nach ca. 6 Wochen ist mit einer Wiederaufnahme der freien Funktion zu rechnen.

## Patellaluxation beim Hund
Die Patellaluxation beim Hund tritt besonders häufig bei kleinen Hunderassen, speziell dem Chihuahua auf, aber auch beim Yorkshire Terrier, Jack Russell Terrier und anderen Rassen. Beim Chihuahua ist sie inzwischen relativ typisch und führt oft zu dem unter Hundehaltern bekannten »dreibeinigen Gang«, bei dem der Hund alle paar Meter auf nur drei Beinen hüpft, bevor er wieder läuft als wäre nichts gewesen. In diesem Fall springt meist die Kniescheibe heraus, der Hund versucht das Bein nicht weiter zu belasten (weshalb er auf drei Beinen hüpft), dann gleitet die Kniescheibe von alleine zurück in die Furche und der Hund kann wieder vollkommen normal laufen.
Allgemein wird die Patellaluxation beim Hund in vier verschiedene Grade eingeteilt:
- Grad 1: Die Kniescheibe kann aus ihrer Gleitrinne gedrückt werden, springt aber spontan zurück.
- Grad 2: Die Kniescheibe liegt in ihrer Gleitrinne, kann aber aus ihr heraus gedrückt werden und springt dann nicht spontan zurück.
- Grad 3: Die Kniescheibe liegt nicht in ihrer Gleitrinne, kann aber in diese gedrückt werden.
- Grad 4: Die Kniescheibe liegt nicht in ihrer Gleitrinne und kann auch nicht in diese gedrückt werden.

Die Patellaluxation kann sowohl zur Außen- als auch Innenseite auftreten, gelegentlich auch in beide Richtungen. Ursächlich ist eine seitliche Abweichung in der Zugerichtung des Musculus quadriceps femoris und eine ungenügende Tiefe der Gleitrinne für die Kniescheibe (Trochlea ossis femoris). Da die klinische Beurteilung auch subjektiven Einflüssen unterlegen ist, wurde versucht, die Diagnostik zu objektivieren. Ein Messwert ist der Q-Winkel, der als Winkel zwischen Musculus rectus femoris und dem Kniescheibenband definiert ist. Der relative Q-Winkel wird als Quotient von gemessenem und physiologischen Winkel (10°) errechnet. Zudem kann die Tiefe der Kniescheibenrinne in Bezug auf die Dicke der Kniescheibe (relative Trochleatiefe) bestimmt werden. Diese Größen können mittels Computertomografie ermittelt werden. Das Produkt aus relativem Q-Winkel und relativer Trochleatiefe zeigt eine gute Übereinstimmung mit dem Grad der Patellaluxation.
Bei Hunderassen, in denen das Vorhandensein der Erbanlage zur Patellaluxation bekannt ist, sind die Züchter gehalten, im Rahmen einer tierärztlichen Zuchttauglichkeitsprüfung die Kniescheiben eines Hundes untersuchen zu lassen, bevor darüber entschieden wird, ob er zur Zucht eingesetzt werden soll.
Bei Hunden werden die besten Ergebnisse mit einer Verlagerung der Schienbeinbeule (OP nach Roux) bei gleichzeitiger Vertiefung der Kniescheibengleitrinne (Trochleaplastik) erzielt. In eine Studie zeigte bei 56 % ein gutes, bei 36 % ein befriedigendes und bei 8 % ein unbefriedigendes Ergebnis. Mit einer fortschreitenden Arthrose des Kniegelenks muss auch bei erfolgreicher Operation gerechnet werden.